# 杨海波

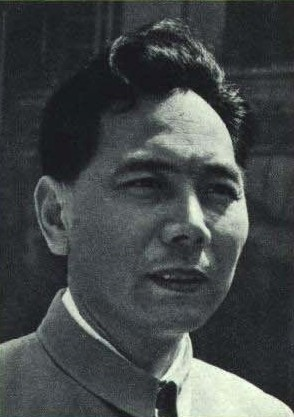
1963年的杨海波

杨海波（1923年10月—2016年3月9日），原名夏文茂，男，江苏省砀山县（今属安徽省）人，中华人民共和国政府官员。
曾任青年团东北工委第一副书记，中共中央东北局青年委员会副书记。中共第十一、十二届中央候补委员，第一至三届全国人大代表，第七届全国人大常委，第四届全国政协委员。

## 生平
杨海波是江苏省砀山县李庄人。1938年3月，参加革命工作，加入中华民族解放先锋队。1939年，加入中国共产党。曾任中共宿东县区委书记、组织部部长，安东县委宣传部部长。1946年后，任新四军华中建设大学预科部主任等职。
1954年，当选第一届全国人民代表大会代表。1960年，任共青团中央书记处书记。1972年，任浙江大学党委书记。1978年，任中国科技大学党委书记、副校长。1983年，任中共安徽省委副书记。1984年，任安徽省政协主席。次年任国家教育委员会副主任。2016年3月9日，因病去世。